# Novaluron
Le novaluron est un insecticide relativement nouveau, appartenant à la famille chimique des benzoylurées, commercialisé par la société israélienne Makhteshim Agan, sous la marque Rimon.
Ce produit, comme toutes les substances actives de la famille des benzoylurées, est un inhibiteur de la synthèse de la chitine qui perturbe les mues larvaire. Il est utilisé notamment dans la lutte contre le doryphore de la pomme de terre, la pyrale du pommier et la tordeuse orientale du pêcher.
Le novaluron a été homologué au Canada en 2007.